# 밥 브룩마이어

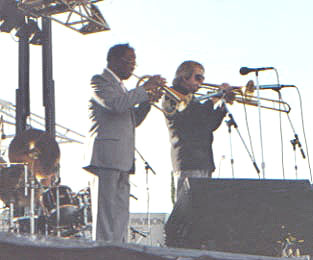
밥 브룩마이어 (오른쪽)

밥 브룩마이어(Robert Edward "Bob" Brookmeyer, 1929년 12월 19일 ~ 2011년 12월 15일)는 미국의 재즈 피아니스트이다.
그의 악기는 슬라이드가 아니라 밸브 트롬본이다. 쿨 재즈 시대에 데뷔하였음에도 불구하고 그의 스타일은 캔자스 재즈적인 스윙감과 릴랙스(relax)한 맛을 지니고 있다. 체트 베이커(트럼펫)의 후임으로서 1954년에 제리 멀리건 퀸텟에 들어가 활동하였다.